# ليبرتي هايد بيلي
ليبرتي هايد بيلي (بالإنجليزية: Liberty Hyde Bailey)‏ (15 مارس 1858 في ميشيغان-25 ديسمبر 1954 في إثاكا (نيويورك)) هو أمريكي بستاني وعالم نبات وأحد مؤسسي الجمعية الأمريكية لعلوم البساتين.

## سيرة ذاتية
ولد في ساوث هيفن في ولاية ميشيغان ليكون الابن الثالث للمزارعين ليبرتي هايد بيلي الأب وسارة هاريسون بيلي. في عام 1876، التقى بيلي لوسي ميلينغتون التي شجعت اهتمامه بعلم النبات وأرشدته. دخل بيلي كلية ميشيغان الزراعية (جامعة ولاية ميشيغان حاليًا) في عام 1878 وتخرج في عام 1882. وفي العام التالي، أصبح مساعدًا لعالم النبات الشهير آزا غراي في جامعة هارفارد. رتّب ذلك أستاذ في كلية ميشيغان الزراعية يدعى ويليام جيمس بيل. أمضى بيلي عامين مع غراي كمساعد له في المعشبة. في نفس العام، تزوج من أنيت سميث، ابنة مربي ماشية في ميشيغان، التقى به في كلية ميشيغان الزراعية. امتك الزوجان ابنتان هما: سارة ماي التي ولدت عام 1887؛ وإثيل زوي التي ولدت عام 1889.
في عام 1884، عاد بيلي إلى كلية ميشيغان الزراعية ليصبح أستاذًا ورئيسًا لقسم البستنة وزراعة الحدائق، حيث أنشأ أول قسم للبستنة في المنطقة.
في عام 1888، انتقل إلى جامعة كورنيل في إيثاكا في ولاية نيويورك، حيث تولى رئاسة البستنة العملية والتجريبية. انتُخِب زميلًا مساعدًا في الأكاديمية الأمريكية للفنون والعلوم عام 1900. أسس كلية الزراعة، وفي عام 1904، تمكن من تأمين التمويل العام. كان عميدًا لما كان يعرف آنذاك باسم كلية ولاية نيويورك للزراعة في الفترة 1903-1913. في عام 1908، عُيِّن رئيسًا للجنة الوطنية للحياة الريفية من قبل الرئيس ثيودور روزفلت. دعا تقرير 1909 إلى إعادة بناء حضارة زراعية عظيمة في أمريكا. في عام 1913، تقاعد ليصبح عالمًا خاصًا ويكرس المزيد من الوقت للقضايا الاجتماعية والسياسية. في عام 1917، انتُخب ليصبح عضوًا في الأكاديمية الوطنية الأمريكية للعلوم.
حرر موسوعة الزراعة الأمريكية (1907- 1909) وموسوعة البستنة الأمريكية (1900- 1902) (التي استمرت باسم الموسوعة المعيارية للبستنة في 1916- 1919) وكتب العلوم الريفية والكتب المدرسية الريفية وسلسلة كتيبات مكتبة الصغار فن الحدائق. كان المحرر المؤسس لدوريات الحياة الريفية في أمريكا وكورنيل كونتري مان. سيطر على مجال الأدب البستاني وكتب حوالي خمسة وستين كتابًا باعوا معًا أكثر من مليون نسخة. تضمنت كتبه أعمالًا العلمية ووسائل شرح علم النبات للأشخاص العاديين ومجموعة من الشعر. حرر أكثر من مئة كتاب لمؤلفين آخرين ونشر ما لا يقل عن 1300 مقالة وأكثر من 100 ورقة بحثية في التصنيف الخالص. صاغ بيلي بعض المصطلحات مثل: مستنبت نباتي والنبات المُهجَّن والأصيل. تركزت مساهماته في دراسة النباتات المُستَولَدة. كان جورج بلات بريت ناشر بيلي، وهو من ناشري ماكميلان (الولايات المتحدة).

## بعض الأعمال المختارة
| - الحديث عن النباتات وعلم النباتات (1885) - ملاحظات ميدانية على زراعة التفاح (1886) - نجاة المختلف (1896) - كتاب القسر (1897) - مبادئ زراعة الفاكهة (1897) - كتاب المشتل (1897) - تربية النبات (1897) - دليل التقليم (1898) - رسم تخطيطي لتطور ثمارنا الأصلية (1898) - مبادئ الزراعة (1898) - موسوعة البستنة الأمريكية (1900، الطبعة الخامسة 1906): نُقِّحَت لاحقًا وسُمِّيَت باسم: الموسوعة المعيارية للبستنة (الطبعة الثانية عام 1917، والطبعة الثالثة عام 1919) - مبادئ بستنة الخضار (1901) - فكرة دراسة الطبيعة (1903) - توقعات الطبيعة (1905) - الدولة والمزارع (1908) | - تدريب المزارعين (1909) - بيولوجيا الحيوان وبيولوجيا الإنسان. الجزآن الثاني والثالث من الدورة الأولى في علم الأحياء. مع دبليو إم كولمان (1910) - دليل البستنة (1910) - بيلي، ليبرتي هايد (1910). موسوعة الزراعة الأمريكية. المجلد 2 - المحاصيل. - حركة الحياة الريفية (1911) - كتاب الحديقة العملي (1913) - الأرض المقدسة (1915) - الريح والطقس (شعر) (1916) - الخدمة الكونية (1918) - ما هي الديمقراطية؟ (1918) - النجوم السبعة (1923) - الحصاد: من العام إلى حارث التربة (1927) - عاشق الحديقة (1928) - كتاب قواعد البستاني - قواعد المزرعة والحديقة - كيف تحصل النباتات على أسمائها |

## وصلات خارجية
- ليبرتي هايد بيلي على موقع الموسوعة البريطانية (الإنجليزية)
- Liberty Hyde Bailey Museum, South Haven, Michigan
- A Man for All Seasons: Liberty Hyde Bailey. Cornell University Library Online Exhibition
- مؤلفات Liberty Hyde Bailey في مشروع غوتنبرغ
- The Columbian Exposition, 1893
- Introduction to Bailey's volume of poetry, WIND AND WEATHER